# Qualificazioni al campionato europeo dei piccoli stati maschile di pallavolo 2011
Le qualificazioni al campionato europeo dei piccoli stati maschile di pallavolo 2011 si sono svolte dal 17 al 20 giugno 2010: al torneo hanno partecipato nove squadre nazionali europee di stati con meno di un milione di abitanti e quattro di queste si sono qualificate al campionato europeo dei piccoli stati 2011.

## Regolamento
Le squadre hanno disputato una fase a gironi con formula del girone all'italiana: le prime due classificate di ogni girone si sono qualificate per il campionato europeo dei piccoli stati 2011 (anche la nazionale del paese organizzatore, nonostante già qualificata, ha partecipato alle qualificazioni: nel caso in cui questa si classifichi tra le prime due del proprio girone, nessun'altra nazionale è ripescata).

## Squadre partecipanti
- Andorra
- Cipro
- Fær Øer
- Irlanda
- Islanda
- Lussemburgo
- Malta
- San Marino
- Scozia

## Torneo
| Girone A | Girone B    |
| -------- | ----------- |
| Andorra  | Islanda     |
| Cipro    | Lussemburgo |
| Fær Øer  | Malta       |
| Irlanda  | San Marino  |
| Scozia   | -           |

### Girone A

#### Risultati
| 17 giugno 2010 Poliesportiu d'Andorra, Andorra la Vella Durata: 1h:16 - Spettatori: 100 | Cipro   | 3 - 0 | Fær Øer | 25-20, 25-15, 25-19               |
| 17 giugno 2010 Poliesportiu d'Andorra, Andorra la Vella Durata: 1h:09 - Spettatori: 80  | Scozia  | 3 - 0 | Irlanda | 25-14, 25-18, 25-13               |
| 17 giugno 2010 Poliesportiu d'Andorra, Andorra la Vella Durata: 1h:14 - Spettatori: 350 | Fær Øer | 0 - 3 | Andorra | 21-25, 13-25, 17-25               |
| 18 giugno 2010 Poliesportiu d'Andorra, Andorra la Vella Durata: 1h:12 - Spettatori: 50  | Scozia  | 0 - 3 | Cipro   | 16-25, 20-25, 19-25               |
| 18 giugno 2010 Poliesportiu d'Andorra, Andorra la Vella Durata: 1h:26 - Spettatori: 120 | Irlanda | 0 - 3 | Andorra | 17-25, 24-26, 16-25               |
| 18 giugno 2010 Poliesportiu d'Andorra, Andorra la Vella Durata: 1h:13 - Spettatori: 60  | Fær Øer | 0 - 3 | Scozia  | 19-25, 18-25, 29-31               |
| 18 giugno 2010 Poliesportiu d'Andorra, Andorra la Vella Durata: 1h:06 - Spettatori: 40  | Cipro   | 3 - 0 | Irlanda | 25-15, 25-12, 25-13               |
| 19 giugno 2010 Poliesportiu d'Andorra, Andorra la Vella Durata: 1h:22 - Spettatori: 190 | Andorra | 0 - 3 | Scozia  | 20-25, 20-25, 23-25               |
| 19 giugno 2010 Poliesportiu d'Andorra, Andorra la Vella Durata: 2h:12 - Spettatori: 53  | Irlanda | 2 - 3 | Fær Øer | 25-21, 18-25, 25-22, 16-25, 13-15 |
| 19 giugno 2010 Poliesportiu d'Andorra, Andorra la Vella Durata: 1h:12 - Spettatori: 290 | Andorra | 0 - 3 | Cipro   | 17-25, 17-25, 17-25               |

#### Classifica
| Pos | Squadra | Pt | G | V | P | SV | SP | Ratio | PF  | PS  | Ratio |
| --- | ------- | -- | - | - | - | -- | -- | ----- | --- | --- | ----- |
| 1   | Cipro   | 8  | 4 | 4 | 0 | 12 | 0  | MAX   | 300 | 200 | 1.500 |
| 2   | Scozia  | 7  | 4 | 3 | 1 | 9  | 3  | 3.000 | 286 | 249 | 1.149 |
| 3   | Andorra | 6  | 4 | 2 | 2 | 6  | 6  | 1.000 | 265 | 258 | 1.027 |
| 4   | Fær Øer | 5  | 4 | 1 | 3 | 3  | 11 | 0.273 | 279 | 328 | 0.851 |
| 5   | Irlanda | 4  | 4 | 0 | 4 | 2  | 12 | 0.167 | 239 | 334 | 0.716 |

### Girone B

#### Risultati
| 18 giugno 2010 Cottonera Sports Complex, Cospicua Durata: 1h:52 - Spettatori: 100 | San Marino  | 1 - 3 | Islanda     | 26-24, 23-25, 20-25, 20-25 |
| 18 giugno 2010 Cottonera Sports Complex, Cospicua Durata: 1h:17 - Spettatori: 300 | Lussemburgo | 3 - 0 | Malta       | 25-21, 27-25, 25-16        |
| 19 giugno 2010 Cottonera Sports Complex, Cospicua Durata: 1h:18 - Spettatori: 100 | Lussemburgo | 3 - 0 | San Marino  | 25-21, 25-23, 25-18        |
| 19 giugno 2010 Cottonera Sports Complex, Cospicua Durata: 1h:15 - Spettatori: 150 | Malta       | 0 - 3 | Islanda     | 17-25, 16-25, 22-25        |
| 20 giugno 2010 Cottonera Sports Complex, Cospicua Durata: 1h:14 - Spettatori: 50  | Islanda     | 0 - 3 | Lussemburgo | 19-25, 20-25, 18-25        |
| 20 giugno 2010 Cottonera Sports Complex, Cospicua Durata: 1h:16 - Spettatori: 100 | San Marino  | 3 - 0 | Malta       | 25-15, 25-21, 25-22        |

#### Classifica
| Pos | Squadra     | Pt | G | V | P | SV | SP | Ratio | PF  | PS  | Ratio |
| --- | ----------- | -- | - | - | - | -- | -- | ----- | --- | --- | ----- |
| 1   | Lussemburgo | 6  | 3 | 3 | 0 | 9  | 0  | MAX   | 227 | 181 | 1.254 |
| 2   | Islanda     | 5  | 3 | 2 | 1 | 6  | 4  | 1.500 | 231 | 219 | 1.055 |
| 3   | San Marino  | 4  | 3 | 1 | 2 | 4  | 6  | 0.667 | 226 | 232 | 0.974 |
| 4   | Malta       | 3  | 3 | 2 | 0 | 0  | 9  | 0.000 | 175 | 227 | 0.771 |

## Squadre qualificate
- Cipro
- Islanda
- Lussemburgo
- Scozia